# Poluição agrícola

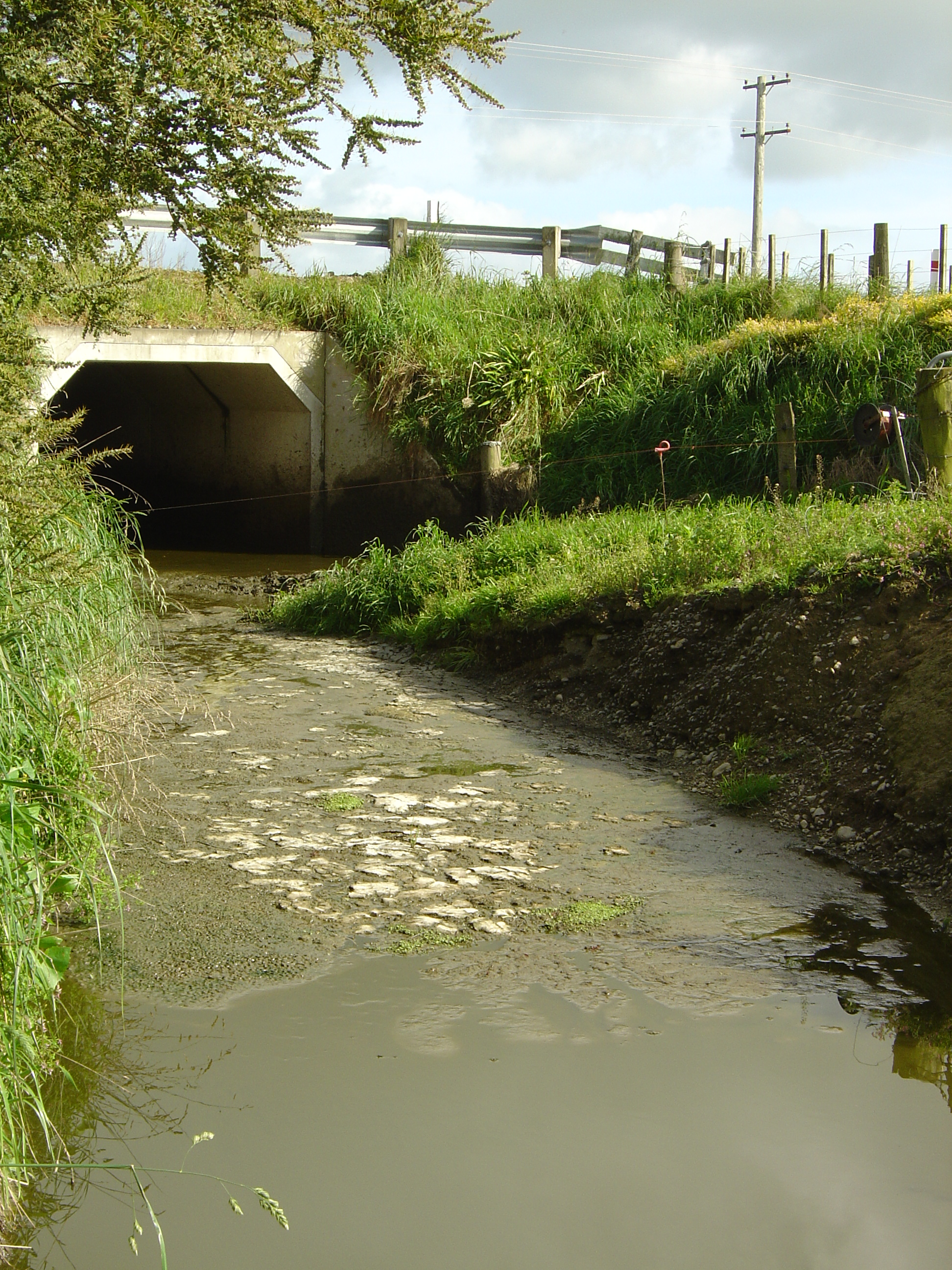
Poluição da água devido à pecuária leiteira na área de Wairarapa da Nova Zelândia (fotografado em 2003)

Poluição agrícola refere-se a subprodutos bióticos e abióticos de práticas agrícolas que resultam em contaminação ou degradação do meio ambiente e dos ecossistemas circundantes e/ou causam danos aos seres humanos e seus interesses econômicos. A poluição pode vir de váriase fontes, desde a poluição pontual da água (de um único ponto de descarga) até causas mais difusas no nível da paisagem, também conhecidas como poluição de fonte não pontual e poluição do ar. Uma vez no meio ambiente, esses poluentes podem ter efeitos diretos nos ecossistemas circundantes, ou seja, matando a vida selvagem local ou contaminando a água potável, e os efeitos a jusante, como zonas mortas causadas pelo escoamento agrícola, concentram-se em grandes massas de água.
As práticas de gestão, ou o desconhecimento delas, desempenham um papel crucial na quantidade e no impacto desses poluentes. As técnicas de manejo variam desde o manejo e alojamento de animais até a disseminação de pesticidas e fertilizantes nas práticas agrícolas globais. As más práticas de manejo incluem operações de alimentação de animais mal gerenciadas, pastoreio excessivo, aragem, fertilizantes e uso impróprio, excessivo ou mal programado de pesticidas.
Os poluentes da agricultura afetam muito a qualidade da água e podem ser encontrados em lagos, rios, pântanos, estuários e águas subterrâneas. Os poluentes da agricultura incluem sedimentos, nutrientes, patógenos, pesticidas, metais e sais. A pecuária tem um impacto descomunal sobre os poluentes que entram no meio ambiente. Bactérias e patógenos no esterco podem entrar em córregos e águas subterrâneas se o pastoreio, o armazenamento de esterco em lagoas e a aplicação de esterco nos campos não forem gerenciados adequadamente.
A poluição do ar causada pela agricultura por meio de mudanças no uso da terra e práticas de pecuária tem um impacto descomunal nas mudanças climáticas, e abordar essas preocupações foi uma parte central do Relatório Especial do IPCC sobre Mudanças Climáticas e Terra.

### Pesticidas

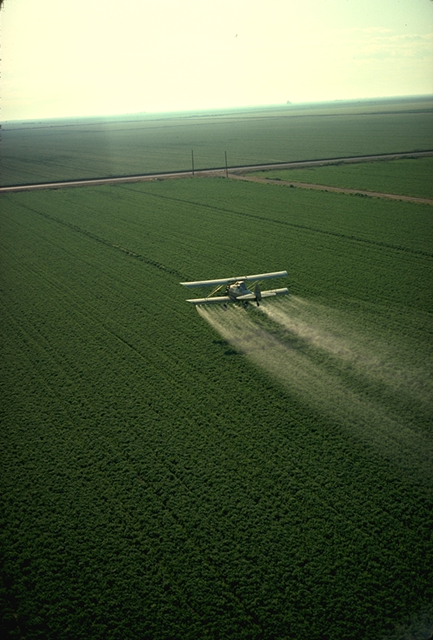
Aplicação aérea de agrotóxicos.

#### Erosão e sedimentação do solo

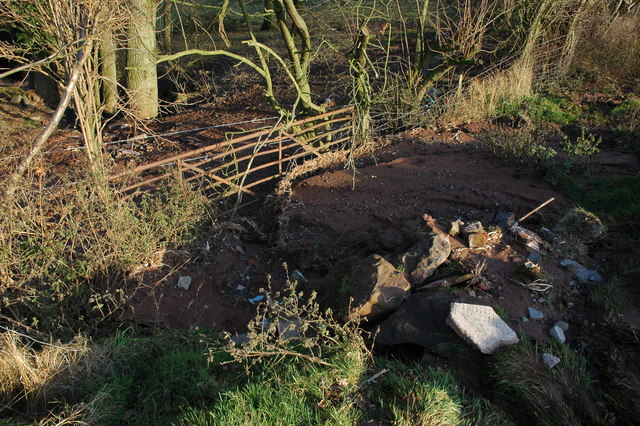
Erosão do solo: o solo foi lavado de um campo arado através deste portão e em um curso de água além.

#### Espécies invasivas

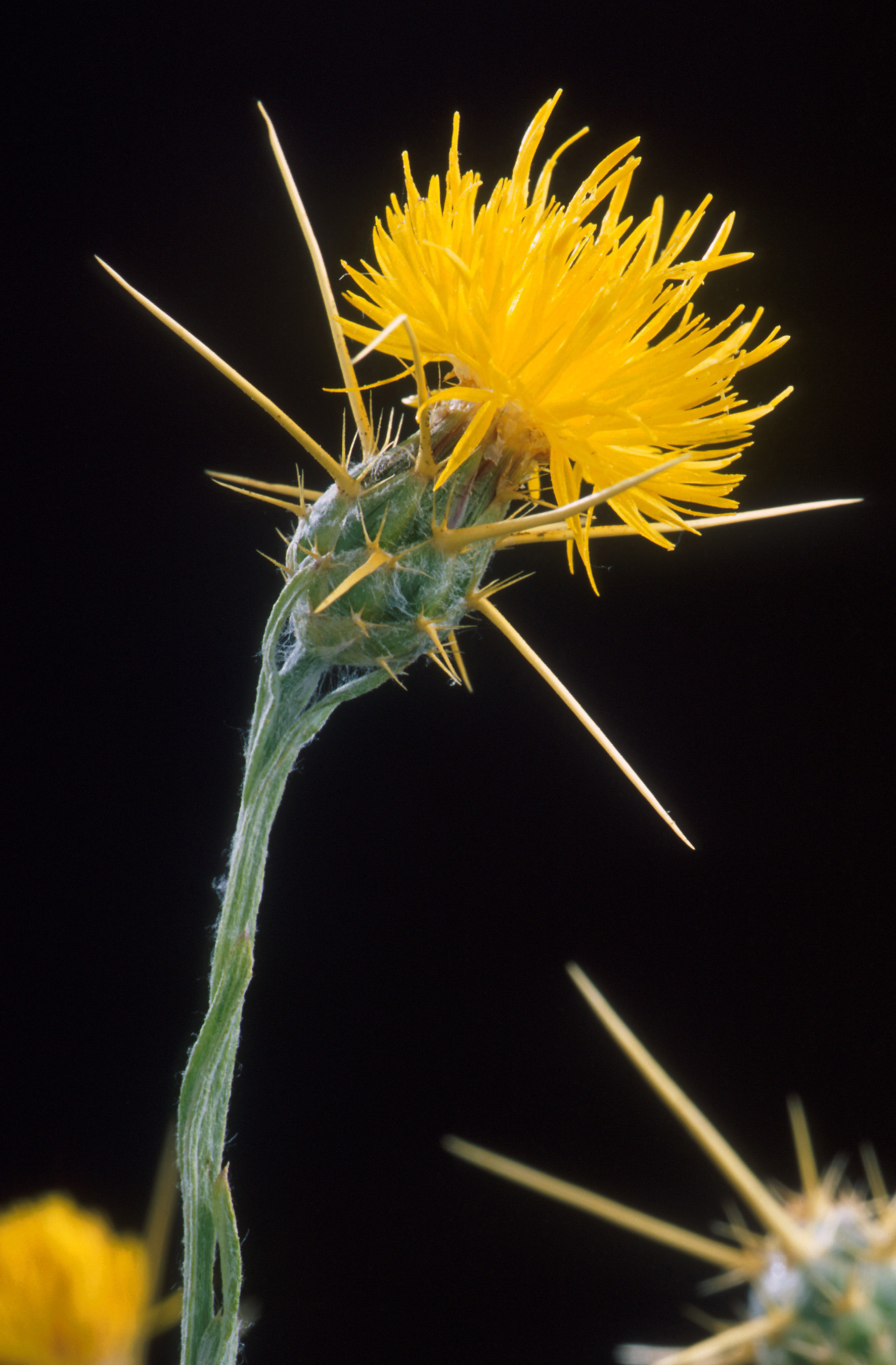
Centaurea solstitialis, uma erva daninha agressivamente invasiva, provavelmente foi introduzida na América do Norte em sementes de forragem contaminadas. Práticas agrícolas, como lavoura e pastoreio de gado, ajudaram na sua rápida disseminação. É tóxica para os cavalos, impede o crescimento de plantas nativas (diminuindo a biodiversidade e degradando os ecossistemas naturais) e é uma barreira física à migração de animais nativos.

### Organismos geneticamente modificados (OGM)

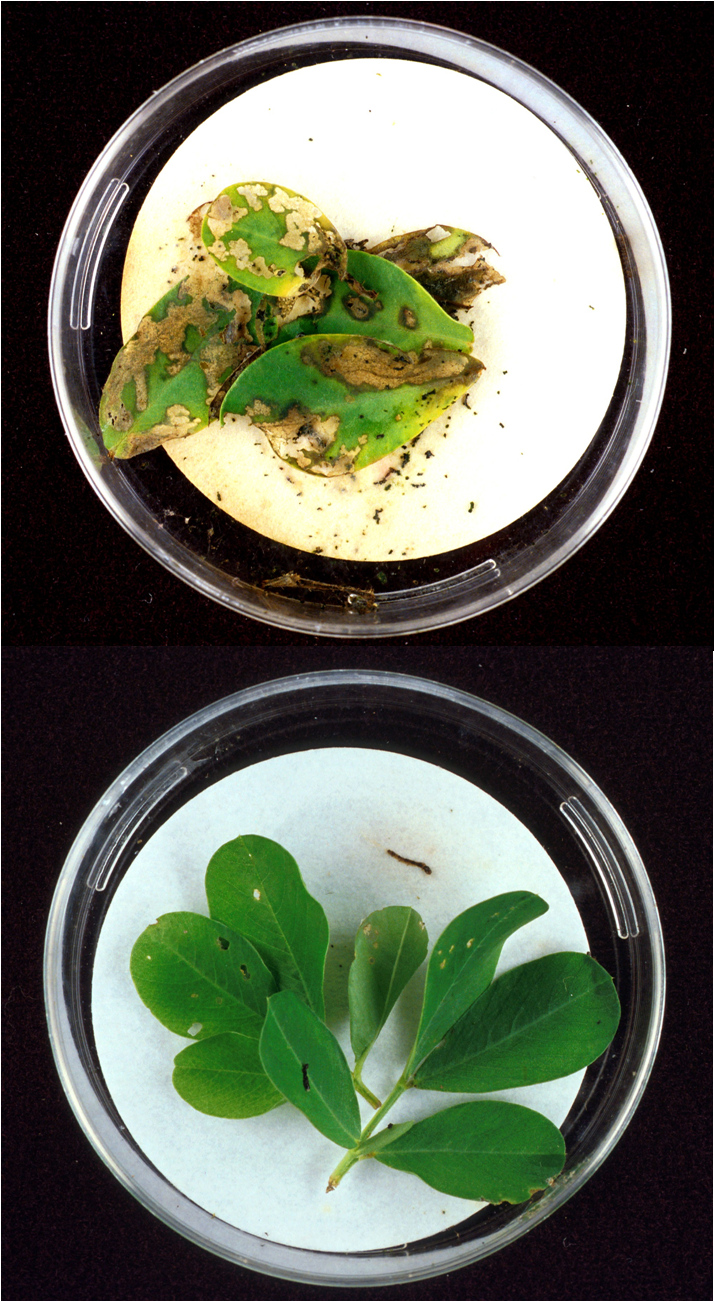
(Topo) Folhas de amendoim não transgênicas mostrando danos extensos por larvas de broca do milho europeia.
(Abaixo) As folhas de amendoim geneticamente modificadas para produzir toxinas Bt são protegidas contra danos causados pela herbivoria.

##### Digestão anaeróbica e lagoas

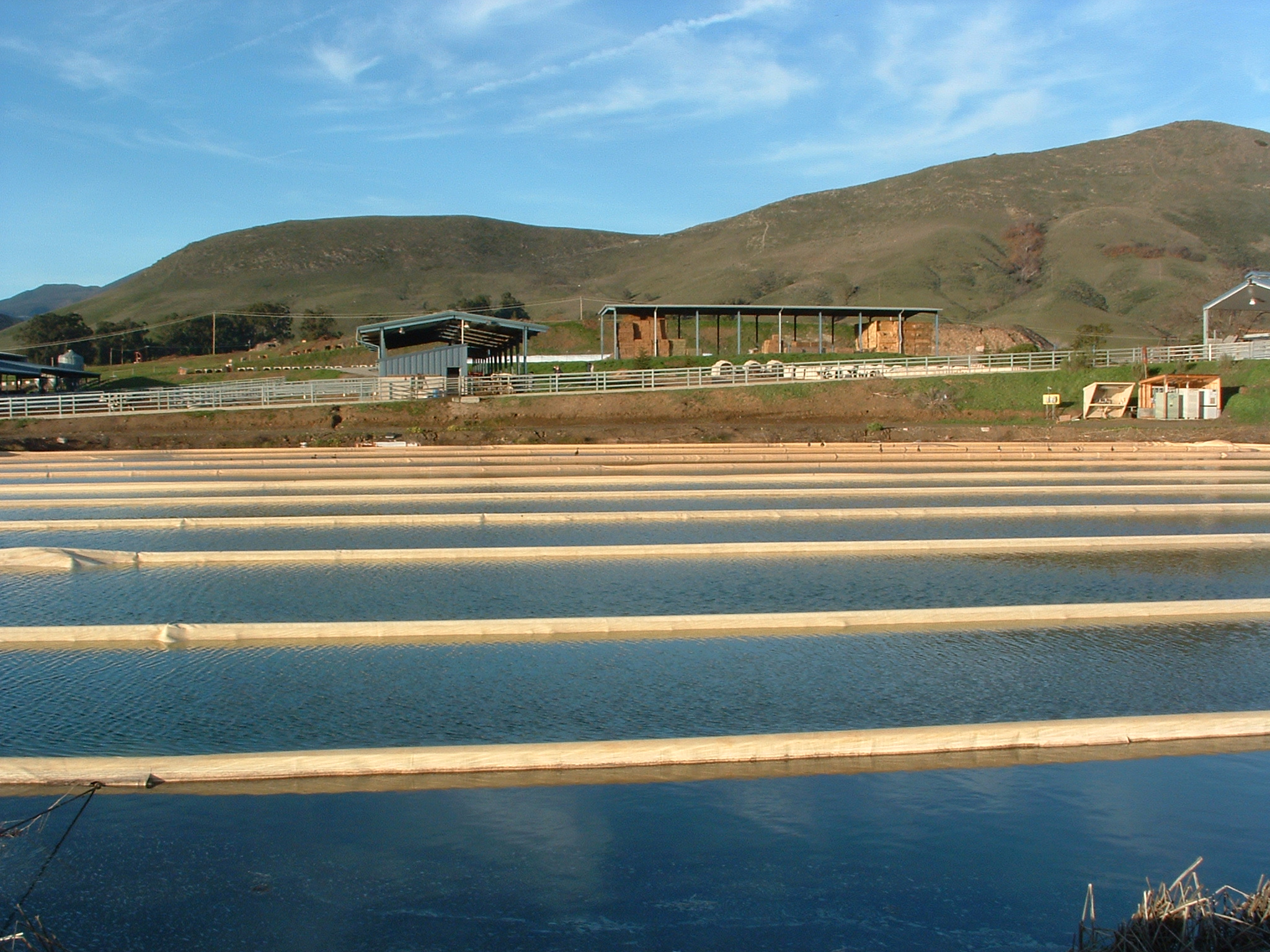
Lagoa anaeróbica em uma leiteria